# Reino de Luang Prabang (Estado-fantoche japonês)
```
   |-
       |
Erro:
:  
valor não especificado para "
nome_comum
"

   |-
       | 
Erro:
:  
valor não especificado para "
continente
"
```

O Reino de Luang Prabang (em laociano:  ອານາຈັກຫຼວງພະບາງ; em japonês:  ルアンプラバン王国) foi um estado-fantoche de curta duração do Império do Japão, que existiu de 9 de março de 1945 a 12 de outubro de 1945.

## Prelúdio
Em 22 de setembro de 1940, as forças japonesas entraram na Indochina Francesa. Isto foi feito com a cooperação relutante das autoridades francesas de Vichy, que tinham sido colocadas em posição após a derrota francesa pela Alemanha Nazista alguns meses antes. A ocupação subsequente ocorreu gradualmente, com guarnições japonesas estacionadas em toda a Indochina, que ainda era administrada pelos franceses.
Anteriormente, em 1932, Plaek Phibunsongkhram, primeiro-ministro do Sião, derrubou o rei com um golpe e estabeleceu sua própria ditadura militar no país.
Mais tarde, ele renomeou o país para Tailândia, com planos de unificar todos os povos Tai, incluindo o Laos, sob uma nação. Por volta de outubro de 1940, a Tailândia, sentindo a fraqueza francesa devido aos acontecimentos do ano anterior, começou a atacar as margens orientais do Mekong entre as províncias de Vientiane e Champassak. Isso explodiria em uma invasão tailandesa completa em janeiro de 1941. Após as primeiras vitórias tailandesas, sua ofensiva estagnou e os franceses obtiveram uma grande vitória naval em Ko Chang, levando a um impasse. Os japoneses mediaram um cessar-fogo e obrigaram o governo colonial francês a ceder à Tailândia a província de Champassak e Sainyabuli, no Laos, e a província de Battambang, no Camboja, encerrando a guerra.
A perda dos territórios foi um grande golpe para o prestígio francês na Indochina. O província laociana de Luang Prabang (ainda chamado de Reino de Luang Prabang) dominante exigiu a soberania de todo o Laos como compensação, uma proposta encabeçada pelo príncipe herdeiro Sisavang Vatthana, educado na França. Um relatório secreto francês de março de 1941 reconheceu as aspirações nacionalistas entre o povo do Laos, mas temia que a casa real de Champassak optasse por se alinhar com a Tailândia caso se tornasse subordinada a outra casa real. A perda territorial já havia enfraquecido o domínio francês na região. Savang Vatthana e Residente-Superior Maurice Roques assinaram um acordo em 21 de agosto de 1941 que anexou as províncias de Xiangkhouang e Vientiane ao Reino de Luang Prabang e colocou o protetorado no mesmo patamar do Camboja e Aname. O foco renovado no Laos também trouxe uma modernização significativa da administração do reino e os franceses também disseram que não se oporiam caso o reino se estendesse ainda mais para o sul. O príncipe Phetsarath tornou-se o primeiro primeiro-ministro, enquanto um novo conselho consultivo para o rei Sisavang Vong foi chefiado por Savang Vatthana.
Para manter o apoio e expulsar a influência tailandesa, o governador-geral da Indochina, Jean Decoux, encorajou a ascensão de um movimento nacionalista do Laos, o Movimento para a Renovação Nacional, que procurava defender o território do Laos da expansão tailandesa. Um relatório francês afirmou: "Se o governo do protetorado não conseguir criar uma individualidade autônoma do Laos - pelo menos entre aqueles que receberam educação - então eles se sentirão cada vez mais atraídos pelo país vizinho e esta situação criará novas dificuldades". Mais escolas foram construídas no Laos durante este período do que nos últimos 40 anos e a Escola Francesa do Extremo Oriente foi até renomeada como "Templo da Ideia Nacional do Laos". O movimento também publicou um jornal de propaganda, Lao Nyai (Grande Laos), em janeiro de 1941, criticando as políticas tailandesas sobre o povo do Laos e as terras cedidas, ao mesmo tempo que promovia um senso de identidade em todo o Laos. Organizou concursos de poesia que celebravam a cultura e a história do Laos e publicou colunas que reintroduziram a 'linhagem gloriosa' do Laos moderno da época de Lan Xang. O jornal, no entanto, não foi autorizado a desviar-se da política oficial francesa ou a tornar-se explicitamente nacionalista. O jornal também cobriu os movimentos do rei Sisavang Vong que, encorajado pela expansão de seu reino e pelas garantias secretas francesas de maior expansão, fez viagens a várias cidades do sul, incluindo Champasak, a caminho de Phnom Penh em 1941. No sul do país, no final da guerra, o movimento Lao-Seri foi formado em 1944, que, ao contrário do Movimento para a Renovação Nacional, não apoiava os franceses e declarou uma política de "Laos para os Laos" destinada a alcançar a independência total.

## Estabelecimento e queda

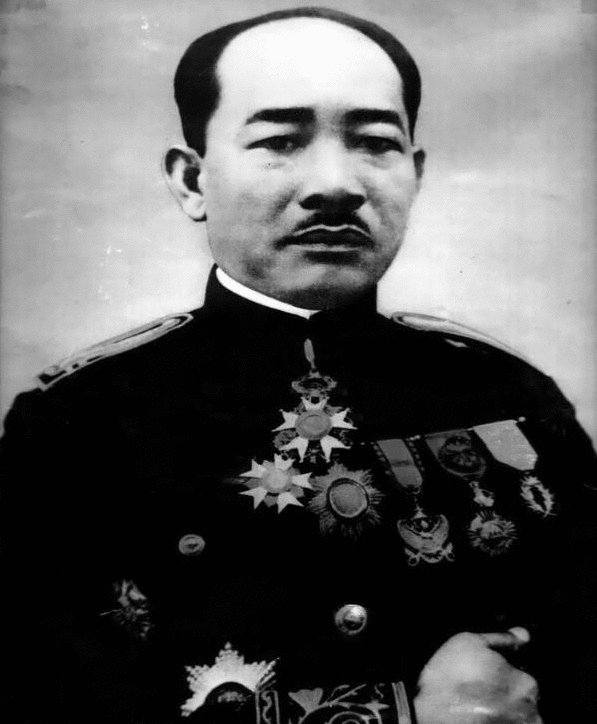
Príncipe Phetsarath, primeiro-ministro de Luang Prabang

Em 1944, ocorreu a Libertação de Paris sob o comando do general Charles de Gaulle e, ao mesmo tempo, as tropas imperiais japonesas estavam sendo amplamente derrotadas na Frente do Pacífico. Numa tentativa de última hora de obter apoio dos nativos da Indochina, o Japão dissolveu o controlo francês sobre as suas colônias da Indochina em Março de 1945. Um grande número de funcionários franceses no Laos foram presos ou executados pelos japoneses. O rei firmemente pró-França Sisavang Vong também foi preso e forçado pelos japoneses e pelo príncipe Phetsarath a declarar o fim do protetorado francês sobre seu reino, enquanto entrava a nação na Esfera de Co-Prosperidade do Grande Leste Asiático em 8 de abril de 1945. O príncipe Phetsarath permaneceu como primeiro-ministro no estado fantoche recém-independente.
Após a rendição do Japão, em agosto, o rei Sisavang Vong concordou com os franceses que pretendia que o Laos retomasse seu antigo status de colônia francesa, contra a insistência do príncipe Phetsarath, que enviou um telegrama a todos os governadores das províncias do Laos notificando-os de que a rendição japonesa não afetava o status de independência do Laos e alertando-os para resistir a qualquer intervenção estrangeira. Phetsarath também proclamou a unificação com o país e as províncias do sul do Laos na Indochina em 15 de setembro, o que levou o rei a demiti-lo do cargo de primeiro-ministro em 10 de outubro.
O príncipe Phetsarath e vários outros nacionalistas do Laos formaram o Lao Issara no vácuo de poder, que assumiu o controle do governo e reafirmou a independência do país em 12 de outubro de 1945.